# Institutionalized Volume 2
Albums de Ras Kass
Institutionalized
(2005) A.D.I.D.A.S. (All Day I Dream About Spittin)
(2010)
Institutionalized Volume 2 est le quatrième album studio de Ras Kass, sorti le 5 août 2008.

## Liste des titres
| No  | Titre                                                                      | Contient un (des) sample(s) de                                      | Durée |
| --- | -------------------------------------------------------------------------- | ------------------------------------------------------------------- | ----- |
| 1.  | Victory (We Shall Overcome) (Produit par Tony Roc)                         |                                                                     | 2:37  |
| 2.  | Eyes Dont Lie (Produit par Ski)                                            |                                                                     | 3:09  |
| 3.  | Im All That (Produit par Frequency)                                        |                                                                     | 2:48  |
| 4.  | Capital                                                                    |                                                                     | 0:29  |
| 5.  | Behind the Musick (Produit par Tony Roc)                                   |                                                                     | 4:48  |
| 6.  | We Go In (Produit par Tony Roc)                                            |                                                                     | 3:47  |
| 7.  | Ironman Thug (Produit par Sega)                                            |                                                                     | 2:31  |
| 8.  | The Call                                                                   |                                                                     | 0:26  |
| 9.  | John Is Real (Produit par Domingo et Tony Roc)                             | Dirt Off Your Shoulder de Jay-Z                                     | 4:35  |
| 10. | B.I.B.L.E. (Produit par Da Riffs)                                          | He's Working It Out for You de Shirley Caesar                       | 5:22  |
| 11. | Ups & Downs (featuring ProofDa Riffs)                                      | (I Just) Died in Your Arms de Cutting Crew I Need Love de LL Cool J | 3:51  |
| 12. | Elevate (featuring Crooked I et Odious – Produit par Blue Sky Black Death) |                                                                     | 4:40  |
| 13. | Try Me (Produit par Mr. Lepht)                                             |                                                                     | 5:25  |
| 14. | What It Might Be (featuring Wais P – Produit par Tony Roc)                 |                                                                     | 3:09  |

| 15. | I Just (featuring Namebrand – Produit par Sega) | 4:39 |
| 16. | M.V.P. (featuring Namebrand – Produit par Sega) | 3:39 |